# Campeonato Soviético de Xadrez de 1939
O Campeonato Soviético de Xadrez de 1939 foi a 11ª edição do Campeonato de xadrez da União Soviética, realizado em Leningrado, de 15 de abril a 16 de maio de 1939, e foi vencido por Mikhail Botvinnik. Alexander Kotov, autor do clássico livro Pense como um grande mestre, fez sua estréia, conseguindo o vice-campeonato. O ex-campeão da década de 1920 Peter Romanovsky voltou a disputar a competição, mas ficando em último lugar. Ocorreram semi-finais em Leningrado, Kiev e Moscou. O nível e a popularidade do xadrez cresciam vertiginosamente na União Soviética, a rodada final, que contou com o duelo entre Botvinnik e Kotov, esgotou todos os milhares de ingressos disponíveis para o público.

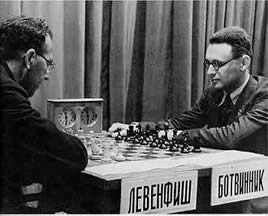

## Classificação e resultados
| N° | Jogador              | 1 | 2 | 3 | 4 | 5 | 6 | 7 | 8 | 9 | 10 | 11 | 12 | 13 | 14 | 15 | 16 | 17 | 18 | Total |
| -- | -------------------- | - | - | - | - | - | - | - | - | - | -- | -- | -- | -- | -- | -- | -- | -- | -- | ----- |
| 1  | Mikhail Botvinnik    | - | 1 | ½ | ½ | ½ | ½ | ½ | ½ | 1 | ½  | 1  | 1  | ½  | 1  | 1  | 1  | 1  | ½  | 12½   |
| 2  | Alexander Kotov      | 0 | - | ½ | 1 | 0 | ½ | 1 | 0 | 1 | 1  | ½  | ½  | 1  | 1  | 1  | 1  | 1  | ½  | 11½   |
| 3  | Sergey Belavenets    | ½ | ½ | - | ½ | 1 | ½ | 1 | 1 | ½ | 1  | 0  | ½  | ½  | ½  | ½  | 1  | ½  | 1  | 11    |
| 4  | Vladimir Makogonov   | ½ | 0 | ½ | - | 1 | ½ | ½ | 1 | ½ | ½  | ½  | ½  | 1  | 1  | ½  | ½  | ½  | 1  | 10½   |
| 5  | Vitaly Chekhover     | ½ | 1 | 0 | 0 | - | 1 | ½ | ½ | ½ | 0  | ½  | 1  | ½  | 1  | 1  | 1  | ½  | 1  | 10½   |
| 6  | Igor Bondarevsky     | ½ | ½ | ½ | ½ | 0 | - | 0 | 0 | ½ | 1  | 1  | ½  | ½  | ½  | 1  | 1  | 1  | 1  | 10    |
| 7  | Georgy Lisitsin      | ½ | 0 | 0 | ½ | ½ | 1 | - | 1 | ½ | 0  | ½  | ½  | ½  | 1  | ½  | ½  | 1  | ½  | 9     |
| 8  | Grigory Levenfish    | ½ | 1 | 0 | 0 | ½ | 1 | 0 | - | ½ | 1  | ½  | 1  | 0  | ½  | 0  | 0  | 1  | 1  | 8½    |
| 9  | Peter Dubinin        | 0 | 0 | ½ | ½ | ½ | ½ | ½ | ½ | - | ½  | ½  | 1  | 0  | ½  | ½  | 1  | 1  | ½  | 8½    |
| 10 | Viacheslav Ragozin   | ½ | 0 | 0 | ½ | 1 | 0 | 1 | 0 | ½ | -  | 1  | 0  | 0  | ½  | 1  | 1  | ½  | 1  | 8½    |
| 11 | Vasily Panov         | 0 | ½ | 1 | ½ | ½ | 0 | ½ | ½ | ½ | 0  | -  | ½  | ½  | 0  | ½  | ½  | 1  | 1  | 8     |
| 12 | Ilya Rabinovich      | 0 | ½ | ½ | ½ | 0 | ½ | ½ | 0 | 0 | 1  | ½  | -  | ½  | 1  | 1  | 0  | ½  | 1  | 8     |
| 13 | Mikhail Yudovich     | ½ | 0 | ½ | 0 | ½ | ½ | ½ | 1 | 1 | 1  | ½  | ½  | -  | ½  | 0  | 0  | 0  | ½  | 7½    |
| 14 | Ilya Kan             | 0 | 0 | ½ | 0 | 0 | ½ | 0 | ½ | ½ | ½  | 1  | 0  | ½  | -  | 1  | 1  | ½  | 1  | 7½    |
| 15 | Alexander Tolush     | 0 | 0 | ½ | ½ | 0 | 0 | ½ | 1 | ½ | 0  | ½  | 0  | 1  | 0  | -  | 1  | 0  | 1  | 6½    |
| 16 | Iosif Pogrebissky    | 0 | 0 | 0 | ½ | 0 | 0 | ½ | 1 | 0 | 0  | ½  | 1  | 1  | 0  | 0  | -  | 1  | 1  | 6½    |
| 17 | Alexander Chistiakov | 0 | 0 | ½ | ½ | ½ | 0 | 0 | 0 | 0 | ½  | 0  | ½  | 1  | ½  | 1  | 0  | -  | 0  | 5     |
| 18 | Peter Romanovsky     | ½ | ½ | 0 | 0 | 0 | 0 | ½ | 0 | ½ | 0  | 0  | 0  | ½  | 0  | 0  | 0  | 1  | -  | 3½    |